# N,N,N',N'-tetrametil-1,3-propanodiamina
La N,N,N',N'-tetrametil-1,3-propanodiamina, también llamada sencillamente tetrametil-1,3-propanodiamina, 1,3-bis(dimetilamino)propano, bis[(dimetilamino)metil]metano o TMDPA, es una diamina de fórmula molecular C7H18N2. Es isómera de la 1,7-heptanodiamina pero, a diferencia de ésta, los dos grupos amino son terciarios.

## Propiedades físicas y químicas
La N,N,N',N'-tetrametil-1,3-propanodiamina es un líquido incoloro con una densidad inferior a la del agua (ρ = 0,784 g/cm³).
Tiene un punto de ebullición de 145 °C mientras que su punto de fusión es de -70 °C. Su vapor es 4,5 veces más denso que el aire.
Es un compuesto muy soluble en agua, aunque el valor del logaritmo de su coeficiente de reparto, logP = 0,43, indica que es más soluble en disolventes hidrófobos —como el 1-octanol— que en disolventes hidrófilos.
En cuanto a su reactividad, la N,N,N',N'-tetrametil-1,3-propanodiamina es un compuesto básico (pKa = 9,88). Por ello, es incompatible con ácidos, cloruros de ácido y anhídridos de ácido; tampoco es compatible con oxidantes fuertes ni con dióxido de carbono.

## Síntesis y usos
Se puede sintetizar la N,N,N',N'-tetrametil-1,3-propanodiamina por hidrogenación del 2-(dimetilamino)propanonitrilo a bajas presiones y en presencia de un catalizador de níquel o cobalto. De hecho, esta diamina aparece habitualmente como subproducto no deseado en la elaboración de la 3-dimetilaminopropilamina o DMAPA.
Otra vía de síntesis de la N,N,N',N'-tetrametil-1,3-propanodiamina es por una metilación de Eschweiler-Clarke —aminación reductiva con formaldehído en ácido fórmico— de la 3,3,3-tetramina.
En cuanto a sus usos, la N,N,N',N'-tetrametil-1,3-propanodiamina es empleada con frecuencia como agente quelante.
Por ejemplo, ha sido estudiada como parte de complejos solvatocrómicos mixtos de malonatos y diaminas con Cu(II).
Asimismo, se ha investigado la estructura de un complejo que forma con oxalatofosfato de galio, (H2TMDPA)0.5[Ga3(C2O4)0.5(PO4)3], en el cual ha sido identificado el catión N,N,N',N'-tetrametil-1,3-propanodiamonio.
Otro aspecto estudiado de la N,N,N',N'-tetrametil-1,3-propanodiamina es su relación con reactivos de organolitio tales como N-butil-litio o tri(tert-butil)fenil-litio.

## Precauciones
La N,N,N',N'-tetrametil-1,3-propanodiamina es un producto combustible que alcanza el punto de inflamabilidad —temperatura mínima a la que los vapores de un fluido se inflaman en presencia de una fuente de ignición— a 32 °C. Sus vapores pueden formar mezclas explosivas con el aire.
Para el organismo humano, esta diamina es tóxica si se inhala o ingiere. Por contacto es una sustancia irritante, pudiendo provocar quemaduras severas en ojos y piel.